# Let Me Eat Your Pancreas
Let Me Eat Your Pancreas (君の膵臓をたべたい Kimi no Suizō o Tabetai?) este un film dramatic japonez din 2017, inspirat din romanul Vreau să-ți mănânc pancreasul de Yoru Sumino.

## Rezumat
Un băiat introvertit, Haruki Shiga (jucat de Takumi Kitamura) găsește o carte în sala de așteptare a unui spital. Uitându-se prin carte, descoperă că este jurnalul colegei lui populare, Yamauchi Sakura (jucată de Minami Hamabe). Sakura are o boală terminală la pancreas.
Sakura îl obligă pe Haruki să se ocupe de toate capriciile și fanteziile ei. Inițial, Haruki acceptă cu reținere cererile ei, invocând scuza că el doar suportă o colegă de clasă bolnavă. Cu toate acestea, pe măsură ce timpul trece, el se trezește atras de ea și începe să se bucure de timpul petrecut cu ea.

## Distribuție
- Minami Hamabe ca Sakura Yamauchi
- Takumi Kitamura ca Haruki Shiga
- Shun Oguri ca Haruki Shiga (12 ani mai târziu)
- Keiko Kitagawa ca Kyoko (12 ani mai târziu)
- Karen Otomo ca Kyoko
- Yuma Yamoto ca Gamu-kun
- Yusuku Kamiji ca Gamu-kun (12 ani mai târziu)
- Dori Sakurada ca Takahiro
- Daichi Morishita ca Kuriyama
- Satomi Nagano ca mama lui Sakura

## Box Office
În Japonia, filmul a făcut ¥3,52 miliarde ($31.38 milioane), În China $3.6 milioane, $3,457,444 în Coreea de Sud, $277,019 în Statele Unite și Canada și $115,494 în Spania, Thailanda și Australia, pentru un total global de $39,129,957.